# Улі Бодеманн
Улі Бодеманн (14 березня 1965) — швейцарський академічний веслувальник.
Срібний призер Олімпійських Ігор 1988 року в складі парної двійки, учасник 1992, 1996 років.
Срібний призер Чемпіонату світу 1990 року в складі парної четвірки.